# Compensation-Grouting-Verfahren

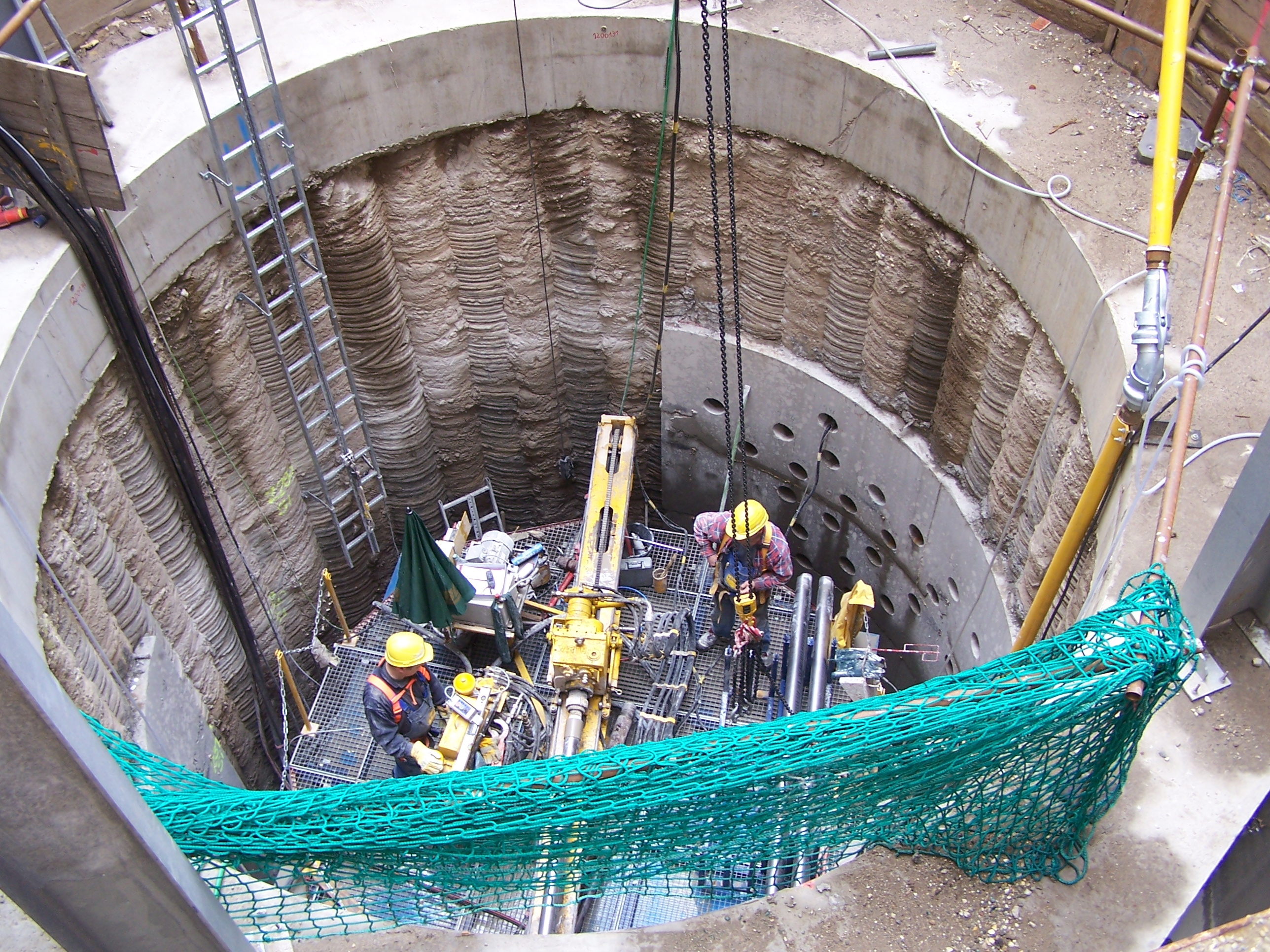
CGV-Schacht beim Projekt City-Tunnel Leipzig

Das Compensation-Grouting-Verfahren (CGV) ist ein Bauverfahren zur Gebäudesicherung, bei dem der Gründungsbereich von Bauwerken durch Baugrundinjektionen stabilisiert wird, um zu erwartende Setzungen zu kompensieren. 
Das Compensation-Grouting-Verfahren wird beispielsweise als vorbereitende Maßnahme beim Tunnelbau nahe vorhandener Bebauung angewandt.
Es kam unter anderem vor dem Bau des City-Tunnels Leipzig durch Schildvortrieb zum Einsatz. Bei offener Tunnelbauweise oder dem Aushub einer Baugrube wird die Gründung vorhandener Bauten in der Regel stattdessen durch einen Verbau in der Art einer Bohrpfahlwand bzw. Ankerwand stabilisiert.

## Funktionsweise
Für die Bodeninjektionen müssen Schächte angelegt werden, die tiefer als die jeweils zu sichernden Gebäude sind. Von diesen Schächten werden fächerförmig Ventilrohre horizontal unter die Gebäude gebohrt, somit kann gezielt in einem Raster gearbeitet werden. Anschließend wird durch die Ventilrohre, in der Regel, in mehreren Phasen Spezialsuspension in den Boden eingepresst:
- Kontakt- und Stabilisierungsinjektion: In der ersten Phase verspannt sich der Boden durch das Auffüllen der Porenräume.
- Vorhebungsinjektion: Weiterer Beton wird injiziert und bricht die erste Injektion auf (Fracken). Dadurch wird das Volumen erhöht und eine Vorhebung erzeugt, die eine später zu erwartende Setzung vorkompensiert.
- Setzungsausgleich: Während der eigentlichen Schildfahrt werden weitere Injektionen durchgeführt, um neu auftretende Setzungen zu kompensieren. Dabei werden die Gebäude aufwendig messtechnisch überwacht.
- Nachlaufinjektion: Nach Abschluss der Schildfahrt unter dem Gebäude werden gegebenenfalls nachträglich auftretende Setzungen ausgeglichen.